# Bulkley Ranges
Bulkley Ranges är ett berg i Kanada.   Det ligger i provinsen British Columbia, i den centrala delen av landet, 3 800 km väster om huvudstaden Ottawa. Toppen på Bulkley Ranges är 1 692 meter över havet, eller 47 meter över den omgivande terrängen. Bredden vid basen är 1,2 km.
Terrängen runt Bulkley Ranges är bergig åt sydväst, men åt nordost är den kuperad. Trakten runt Bulkley Ranges är nära nog obefolkad, med mindre än två invånare per kvadratkilometer.. Det finns inga samhällen i närheten.
I omgivningarna runt Bulkley Ranges växer i huvudsak barrskog.